# Zona Monumental de San Sebastián

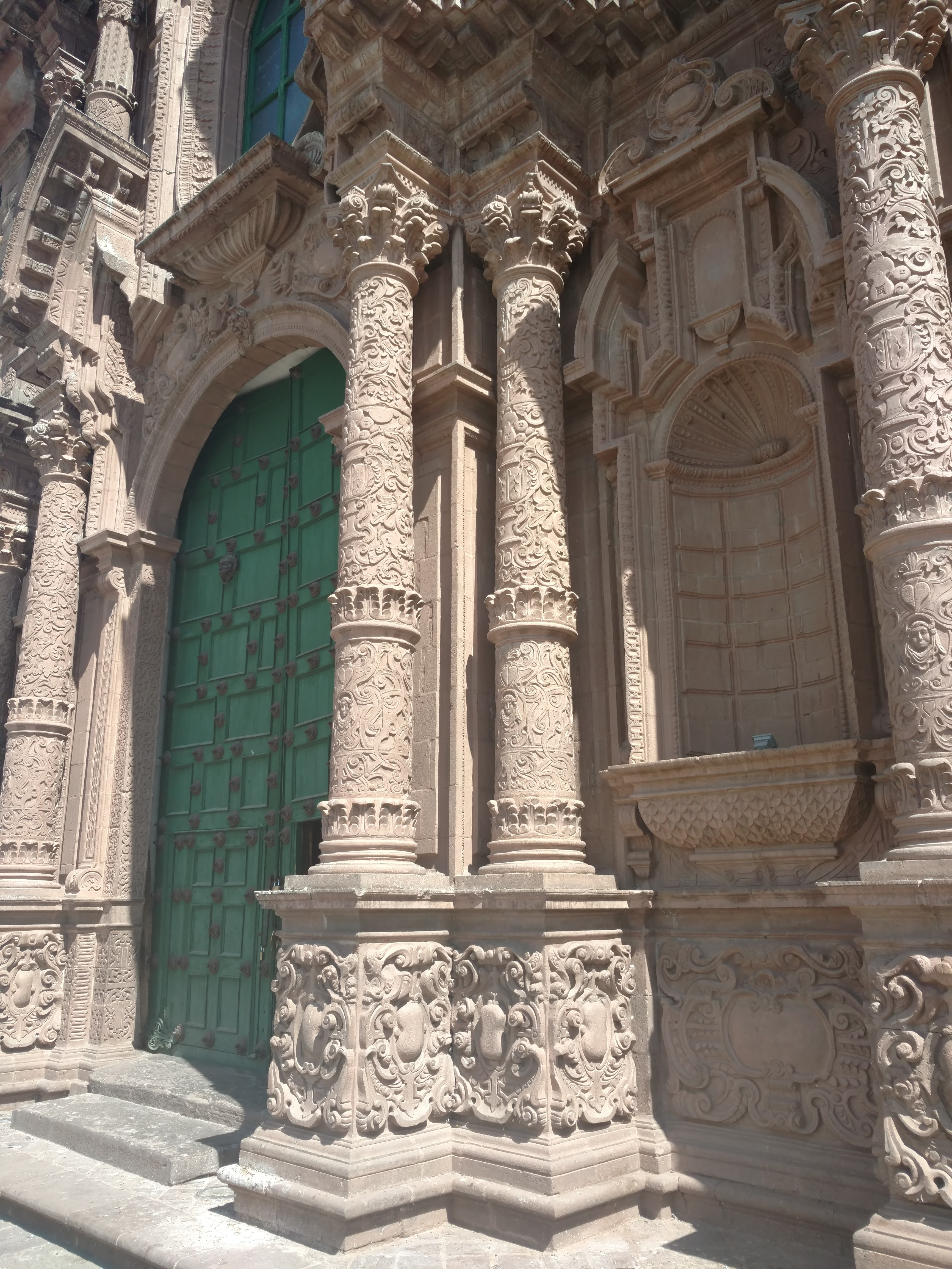

La Zona Monumental de San Sebastián es el casco histórico ubicado en el distrito de San Sebastián, en la Provincia de Cuzco, departamento del Cuzco, Perú. La zona monumental es «Patrimonio Cultural de la Nación» desde 1972 mediante el R.S.N° 2900-72-ED.
La zona monumental de San Sebastián está comprendida dentro de los siguientes límites según la R.S.N° 2900-72-ED del 28 de diciembre de 1972: Área comprendida dentro de la zona cuyo perímetro corre a 50 m hacia el exterior de las calles Crespo
Mollinedo, Pumacahua, Espinar, Cuzco, Mariscal Cácares, Bolognesi, Almagro, Inca Garcilaso de la Vega y Quispetito.

## Lugares de interés
- Iglesia de San Sebastián (Cusco)[2]